# Microcharon margalefi
Microcharon margalefi là một loài chân đều trong họ Microparasellidae. Loài này được Sabater & de Manuel miêu tả khoa học năm 1988.